# Vunep
Vunep (mađ. Rinyaújnép)je selo u južnoj Mađarskoj.
Zauzima površinu od 8,28 km četvornih.

## Zemljopisni položaj
Nalazi se na 46° 4' 49" sjeverne zemljopisne širine i 17° 21' 10" istočne zemljopisne dužine, kraj rijeke Rinje. 
Aromec je 1,5 km sjeverozapadno, Bokasovo je 1,5 km sjeverno, Krajevoje 8 km sjeverno-sjeveroistočno, Grgetka je 9,5 km sjeveroistočno, Vilak je 4 km istočno, Orač (Arača) je 3 km jugoistočno, Bobovec je 3 km južno-jugozapadno, Bojevo je 5 km jugozapadno, Rasinja je 7 km zapadno-jugozapadno.

## Upravna organizacija
Upravno pripada Barčanskoj mikroregiji u Šomođskoj županiji. Poštanski broj je 7584. 

## Povijest
U povijesti prvi put se spominje 1352. pod imenom Wynep. Za vrijeme kraljevanja Žigmunda Luksemburškog ovo je došlo u posjed obitelji Perneszi (Osztopáni) 1417., kojima je ostalo u vlasništvu sve do 1660. godine.
1713. ovo je selo dano obitelji grofa Rindsmaula. Nositelj gradnje u 19. st. bio je grof Adolf Somssich.

## Promet
4 km jugozapadno prolazi željeznička pruga Velika Kaniža - Pečuh.

## Stanovništvo
Vunep ima 70 stanovnika (2001.). Skoro svi su Mađari.

## Vanjske poveznice
- (mađ.) Plan Vunepa  Arhivirana inačica izvorne stranice od 16. svibnja 2011. (Wayback Machine)